# Шлапоберская, Серафима Евгеньевна
Серафима Евгеньевна Шлапобе́рская (12 октября 1921, Петроград — 14 апреля 2007, Москва) — советская и российская переводчица, литературовед.

## Биография
Окончила филологический факультет МГУ имени М. В. Ломоносова в 1945 году. В 1958—1977 редактор издательства «Художественная литература»; редактор ряда книг, выходивших в БВЛ. Переводчик с немецкого и французского языков. Первый перевод — новелла «Муфта» М. фон Эбнер-Эшенбах — вышел в сборнике «Австрийская новелла XIX века» (1957). Награждена медалью. Член СП СССР (1978) и Союза писателей Москвы.
В 2002 году награждена Австрийским почётным крестом «За науку и искусство» 1 класса.
Умерла 14 апреля 2007 года. Прах захоронен на Донском кладбище.

## Переводы
- «Известия о дальнейших судьбах собаки Берганца», «Фермата», «Зловещий гость» Э.-Т.-А. Гофмана
- «Разговоры немецких беженцев» И.-В. Гёте
- «Гертруда» Г. Гессе
- «Три Дюма» Андре Моруа (совместно с Л. Г. Беспаловой)
- письма Гюстава Флобера и др.
- рассказы Ф. Кафки
- «Совесть литературы» Э. Канетти
- «Мистификация Софи Зибер» Б. Фришмут
- произведения Ф. Герцмановского-Орландо, Ж. Зайко, Г. Айзенрайха, П. Хандке, вошедшие в сборник «Австрийская новелла XX века».
- Диггельман В. Увеселительная прогулка: Роман. М., 1974
- В. Гауф. Сказки. М., 1977
- Чокор Ф. По течению: Пьеса. М., 1978
- Б. Фришмут Мистификация Сони Зильбер: Роман. М., 1981
- Ф. Мориак, Пустыня любви: Роман. М., 1981
- Додерер Х. Окольный путь: Роман. М., 1981
- Фюман Ф. Прометей: Роман. М., 1982
- Бахман И. Малина. Роман. М., 1998
- Э. М. Ремарк. Станция на горизонте, М., 2000